# ТЕС Тобене
ТЕС Тобене — теплова електростанція у Сенегалі, введена в експлуатацію в 2016 році.
Майданчик для розміщення станції обрали за 90 км на північний схід від столиці країни Дакару в районі міста Taiba Ndiaye. Проект, профінансований Міжнародною фінансовою корпорацією та реалізований компанією Melec PowerGen, складається з шести генераторів MAN 18V48/60 потужністю по 18,5 МВт. Проте від традиційних дизель-генераторних станцій ТЕС Тобене відрізняється наявністю комбінованого циклу (diesel combined Cycle, DCC), оскільки включає також парову турбіну потужністю 7,2 МВт.
Паливом станція використовує нафтопродукти. У майбутньому вона може бути конвертована для роботи на природному газі (можливо відзначити, що у 2010-х роках на шельфі Сенегалу виявили газові родовища, зокрема багатообіцяюче Західне Тортуа).